# Aprostocetus viridicyaneus
Aprostocetus viridicyaneus är en stekelart som först beskrevs av Girault 1915.  Aprostocetus viridicyaneus ingår i släktet Aprostocetus och familjen finglanssteklar. Inga underarter finns listade i Catalogue of Life.